# Варнс (Нідерланди)
Варнс (нід. Warns) — село в нідерландській провінції Фрисландія на узбережжі штучного прісного озера Ейсселмер. Входить до муніципалітету Південно-Західна Фрисландія.
Його площа становить 5,00км², а населення станом на 2021 рік складало 705 осіб.
Перша згадка про населений пункт датується 1245 роком.

## Галерея

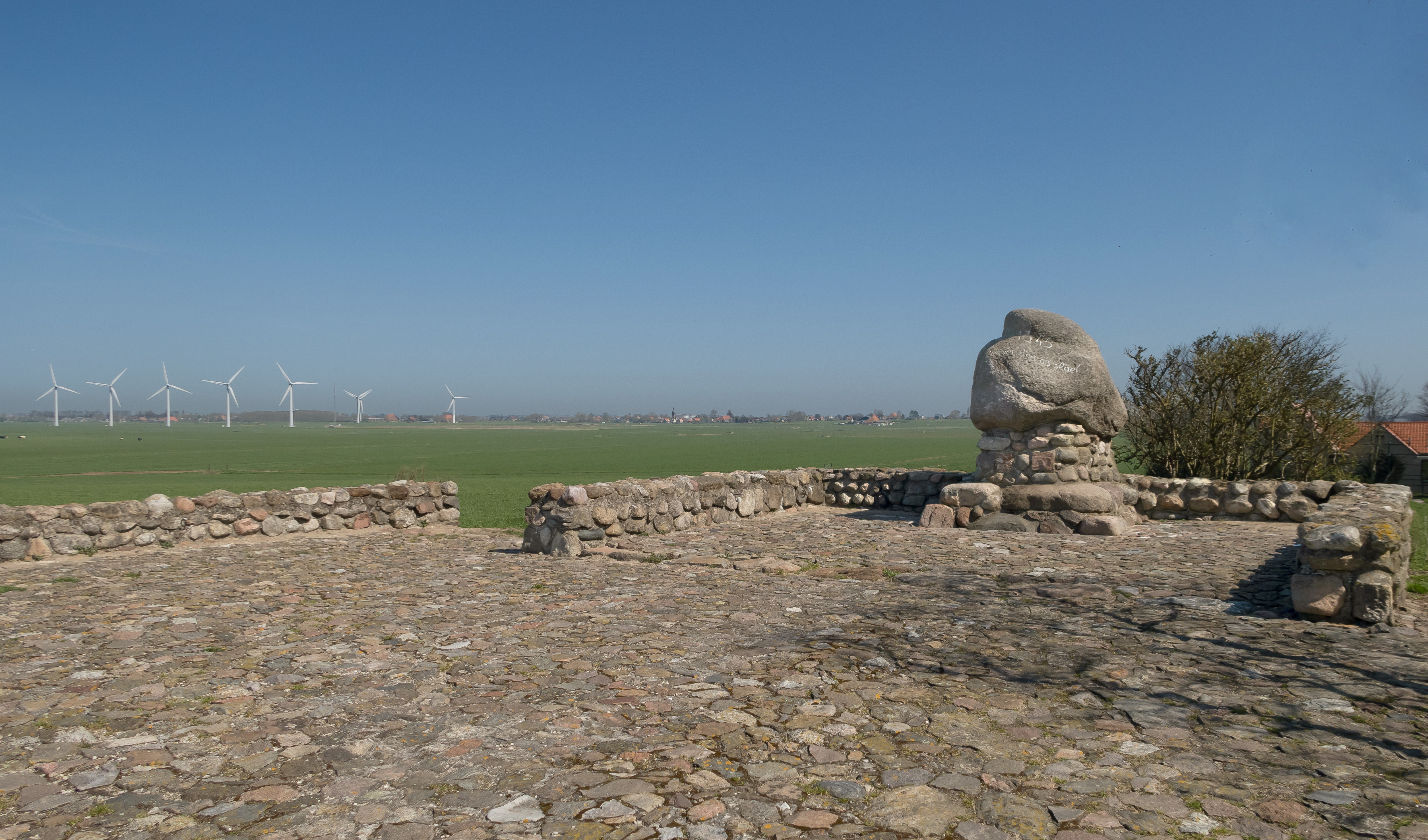
Меморіал у Варнсі
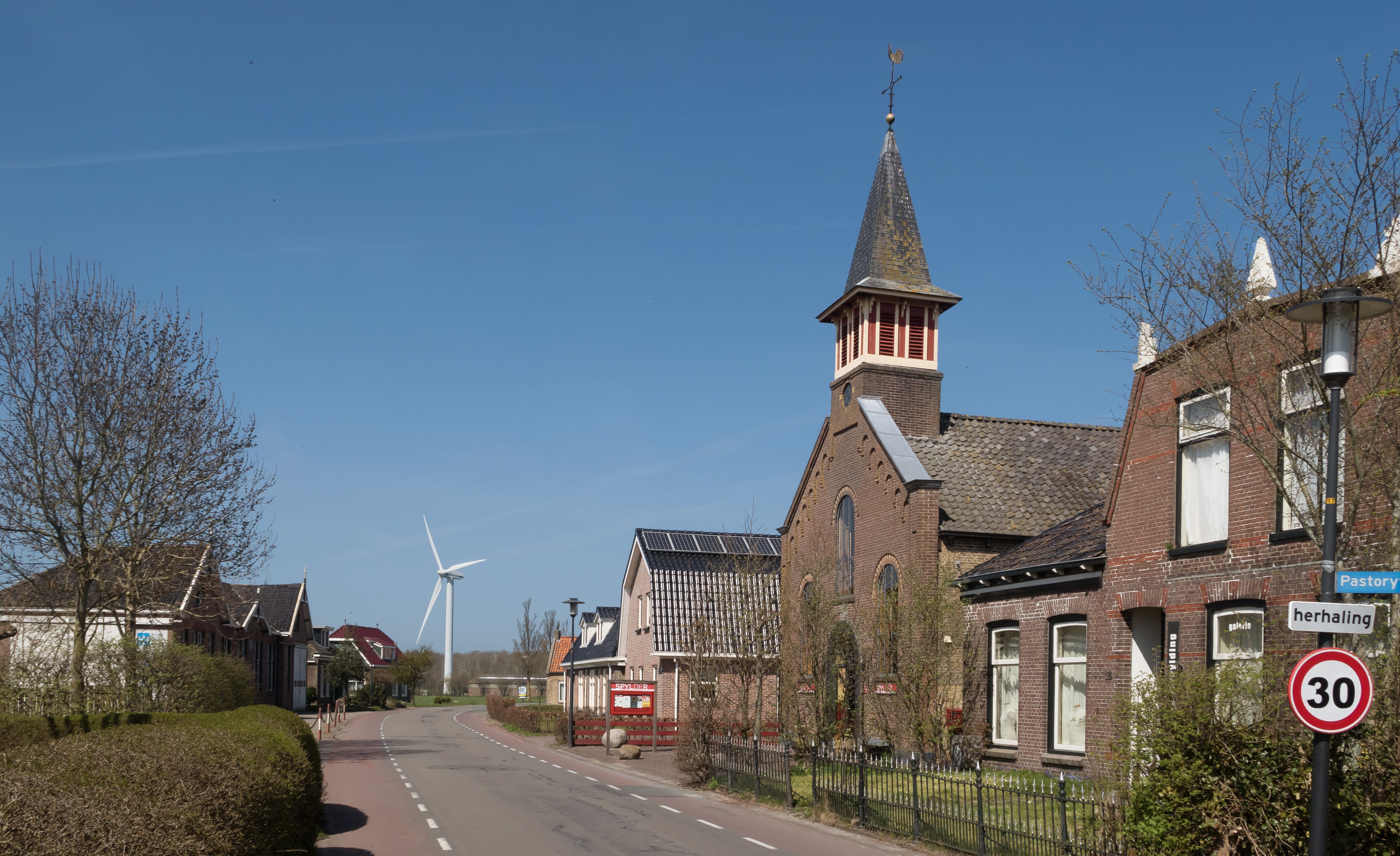
Сільська забудова
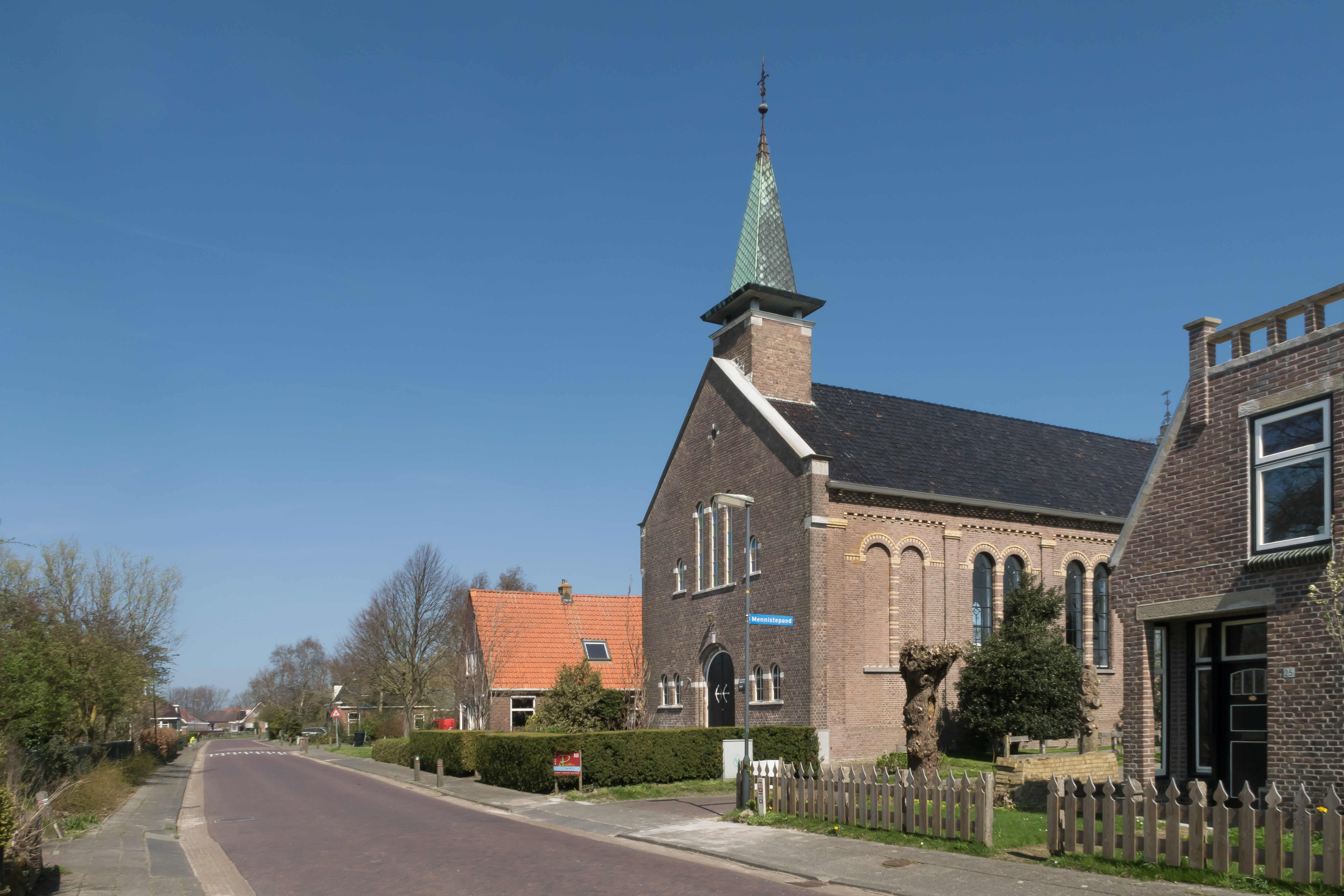
Реформистська церква